# Leucotriène E4
Le leucotriène E4 (LTE4) est un composé biochimique de la famille des leucotriènes dérivé du leucotriène D4. Contrairement à ce dernier et au leucotriène C4, il est relativement stable et s'accumule dans les gaz expirés, dans le plasma sanguin et dans l'urine, ce qui en fait le principal leucotriène à cystéinyle présent dans les fluides biologiques. Il est produit par plusieurs types de leucocytes, notamment les éosinophiles, les mastocytes, les macrophages tissulaires et les basophiles ; il est également produit dans les thrombocytes (plaquettes sanguines) adhérant aux neutrophiles.

Biosynthèse des eicosanoïdes.